# Eccidio delle Fonderie Riunite di Modena
L'eccidio delle Fonderie Riunite di Modena fu una strage avvenuta a Modena durante lo sciopero del 9 gennaio 1950 indetto dal sindacato CGIL per protestare contro i licenziamenti di oltre 500 operai metalmeccanici delle Fonderie Riunite.
Per impedire l'occupazione della fabbrica, gli agenti della Polizia di Stato spararono contro i manifestanti, uccidendo sei operai e ferendo circa 200 persone.

## Contesto storico

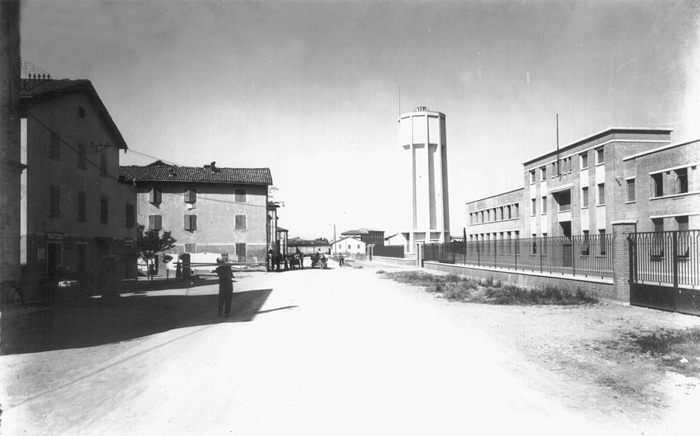
Le Fonderie Riunite di Modena nel 1938

Tra gli anni 1947 e 1949, nella sola città di Modena erano stati arrestati 485 partigiani per vicende legate alla lotta di liberazione, mentre circa 3.500 braccianti agricoli erano stati denunciati per l'occupazione delle terre.
Nello stesso periodo, gli industriali di Modena iniziarono una politica di aumento della produzione finalizzata all'esportazione, il che però presupponeva la drastica riduzione del salario degli operai. Al fine di azzerare le resistenze dei lavoratori e dei sindacati, le aziende iniziarono a licenziare gli operai, soprattutto quelli legati al sindacato e ai partiti politici di sinistra, e a compiere numerose serrate. Inoltre, al fine di indebolire ulteriormente il potere contrattuale di sindacati e "commissioni interne", introdussero una maggiore disparità salariale, legando massicciamente la retribuzione operaia alla produzione. Infine, iniziarono a chiedere la collaborazione delle forze dell'ordine per impedire forme di protesta come picchetti o altre manifestazioni: in appena due anni la polizia era dovuta intervenire 181 volte per sedare conflittualità sul posto di lavoro.
Il 9 gennaio 1949, esattamente un anno prima della strage, si svolse a Modena una manifestazione sindacale in piazza Roma, durante la quale il segretario generale della Cgil Fernando Santi condannò la condotta antisindacale della fonderia Valdevit e della carrozzeria Padana, che avevano portato a licenziamenti e serrate. Concluso il comizio, iniziò un inesplicabile e violentissimo scontro con la Polizia di Stato.
A Modena, dalla fine degli anni quaranta alla metà degli anni cinquanta, nonostante un ininterrotto clima antisindacale si perdevano complessivamente più di 1200 posti di lavoro. Per diversi studiosi, ha rappresentato il culmine della guerra fredda in Italia, iniziata nel 1947 con la strage di Portella della Ginestra.

## Le Fonderie Riunite

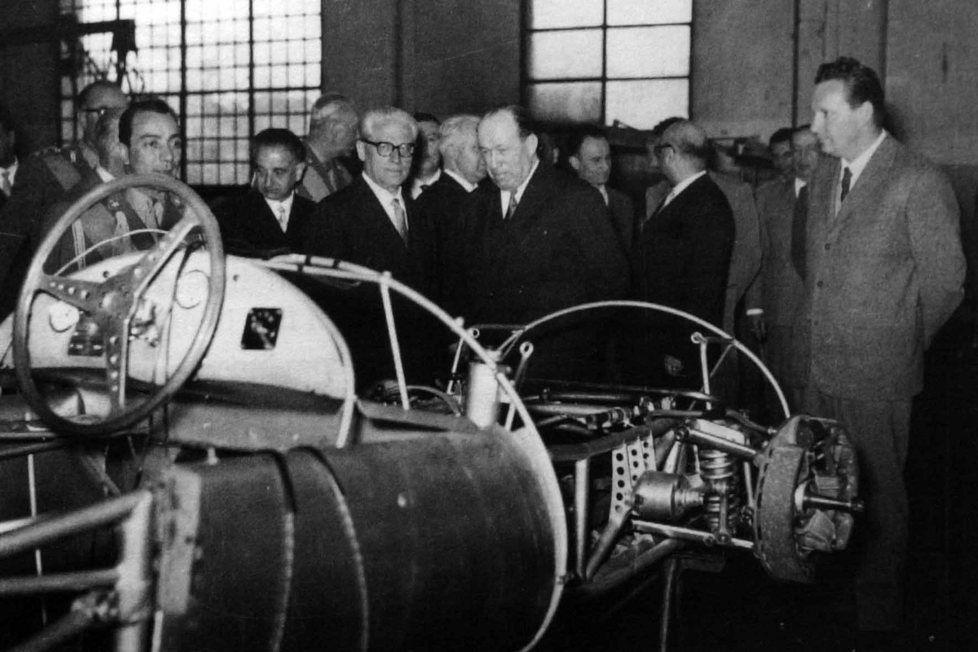
Adolfo Orsi durante una visita all'interno della Maserati

Fondate nel 1938, le Fonderie Riunite erano un'azienda di proprietà dell'industriale Adolfo Orsi, il quale possedeva anche la Maserati (la cui produzione fu trasferita da Bologna a Modena nel 1940) e una sua fabbrica di candele di accensione e accumulatori.
Subito dopo le elezioni politiche del 18 aprile 1948, Adolfo Orsi decise tre giorni di serrata della fonderia, chiedendo l'intervento della polizia per eliminare i picchetti degli operai in protesta.
Alla fine del 1949 Adolfo Orsi licenziò tutti i suoi 560 dipendenti, al fine di poter riassumere altri operai non iscritti né al sindacato né ai partiti. Il piano industriale di Alfredo Orsi prevedeva inoltre di diminuire i premi di produzione, abolire il Consiglio di gestione, addebitare il costo della mensa nella busta paga degli operai, rimuovere ogni bacheca sindacale o politica all'interno della fabbrica e discriminare le donne (ad esempio, eliminando la stanza dove le operaie potevano allattare i figli che si portavano in fabbrica). 

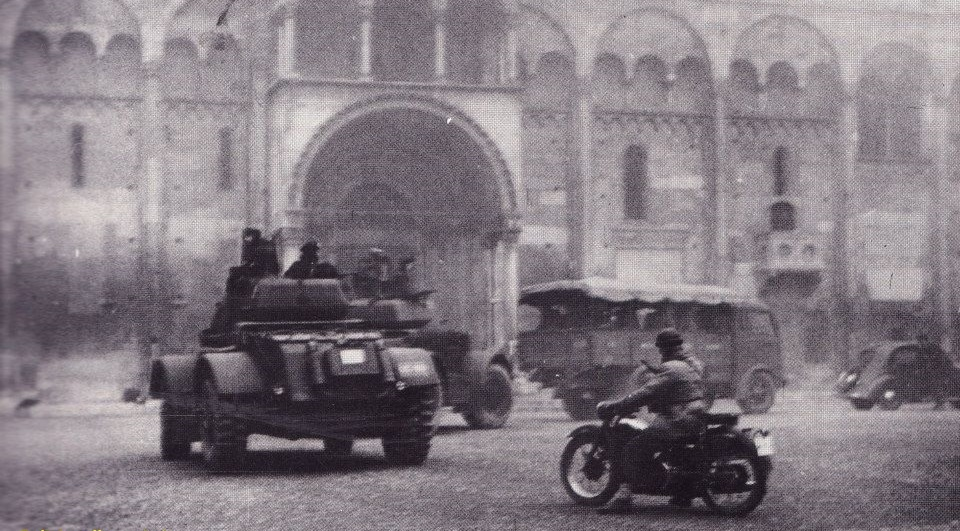
Autoblindo T17 in piazza Grande a Modena

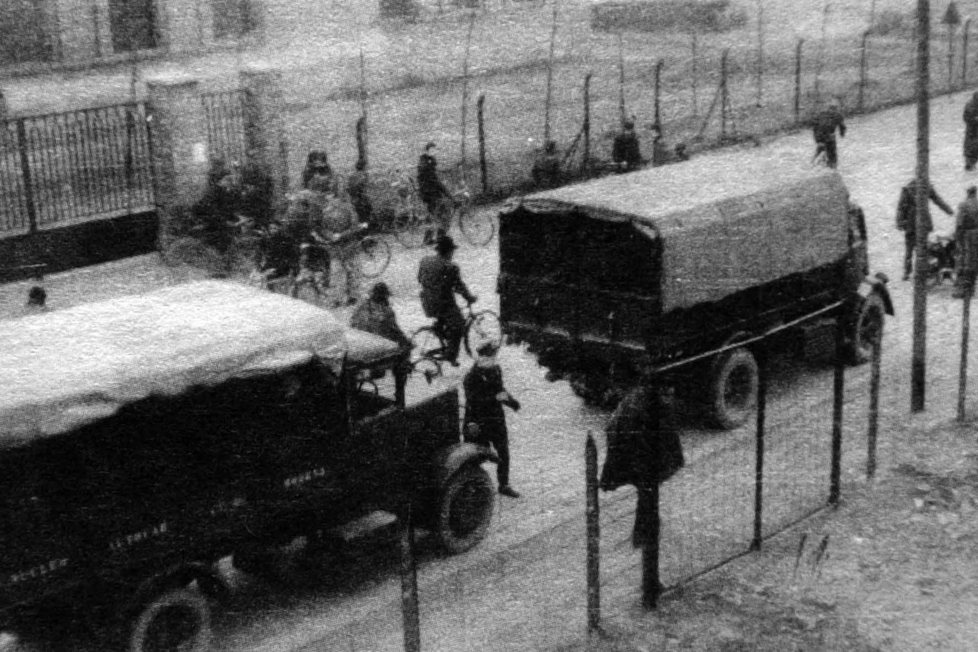
L'arrivo dei camion della Polizia

Dopo aver sottoposto la fonderia ad una lunga serrata di un mese, i sindacati risposero proclamando uno sciopero generale di tutte le categorie e in tutta la provincia per il 9 gennaio 1950, nonostante gli ostacoli posti dalla prefettura e dalla Questura di Modena, che negarono l'uso di qualsiasi piazza per poter tenere la manifestazione sindacale.
Secondo alcune fonti, il questore arrivò a minacciare esplicitamente (“vi stermineremo tutti”) la delegazione di parlamentari e dirigenti sindacali che avevano richiesto l'uso della piazza. Di fatto, il giorno prima dello sciopero arrivarono a Modena circa 1.500 poliziotti appartenenti ai distaccamenti III° Mobile di Piacenza, VI° Mobile di Bologna e Ferrara e XX° Mobile di Cesena, per presidiare le Fonderie Riunite con camion, autoblindo T17 Staghound e armamento pesante, appostandosi con le armi anche sui tetti della fabbrica.

## La strage

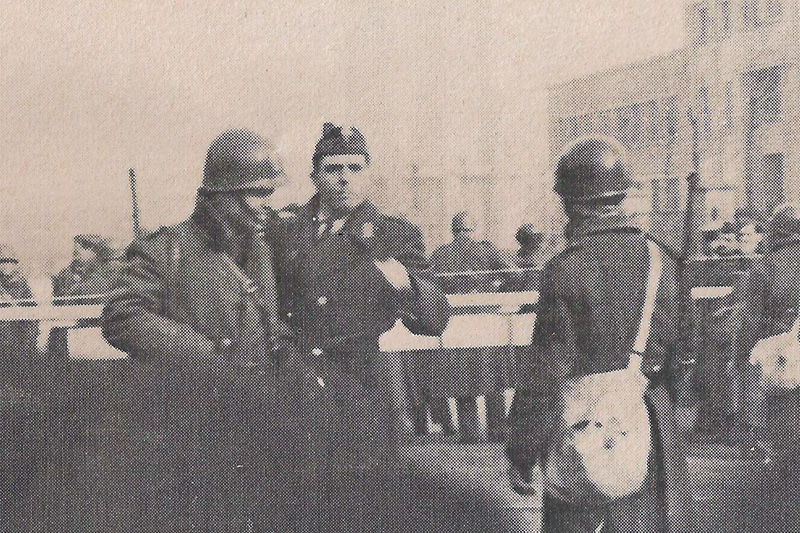
Il blocco della Polizia alle Fonderie Riunite

Verso le dieci del mattino del 9 gennaio una decina di operai giunse ai cancelli delle Fonderie Riunite, le quali erano circondate da carabinieri armati. All'improvviso un carabiniere sparò un colpo di pistola in pieno petto al trentenne Angelo Appiani, che morì sul colpo. Subito dopo, dal tetto della fabbrica i carabinieri aprirono il fuoco con le mitragliatrici verso via Ciro Menotti contro un altro gruppo di lavoratori, che si trovavano al di là del passaggio a livello sbarrato in attesa dell'arrivo di un treno, uccidendo Arturo Chiappelli e Arturo Malagoli e ferendo molte altre persone, alcune in maniera molto grave.
Dopo circa trenta minuti, in via Santa Caterina l'operaio Roberto Rovatti, che portava al collo una sciarpa rossa, venne circondato da una squadra di carabinieri, linciato con i calci dei fucili e poi buttato dentro ad un fossato per essere freddato con un proiettile alla nuca.
Infine, giunse in via Ciro Menotti un blindato T17 che iniziò a sparare sulla folla, uccidendo Ennio Garagnani.
Appena appresa la notizia della strage, i sindacalisti della Cgil iniziarono ad avvisare, con gli altoparlanti montati su un'automobile, i manifestanti di spostarsi verso piazza Roma. Tuttavia, verso mezzogiorno, un carabiniere uccise con il fucile Renzo Bersani, il quale stava attraversando a piedi l'incrocio posto alla fine di via Menotti, posto a oltre 100 metri dalla fabbrica.
Il bilancio della giornata fu di 6 morti, 200 feriti e 34 arrestati con l'accusa di resistenza a pubblico ufficiale, radunata sediziosa e attentato alle libere istituzioni.

## Reazioni

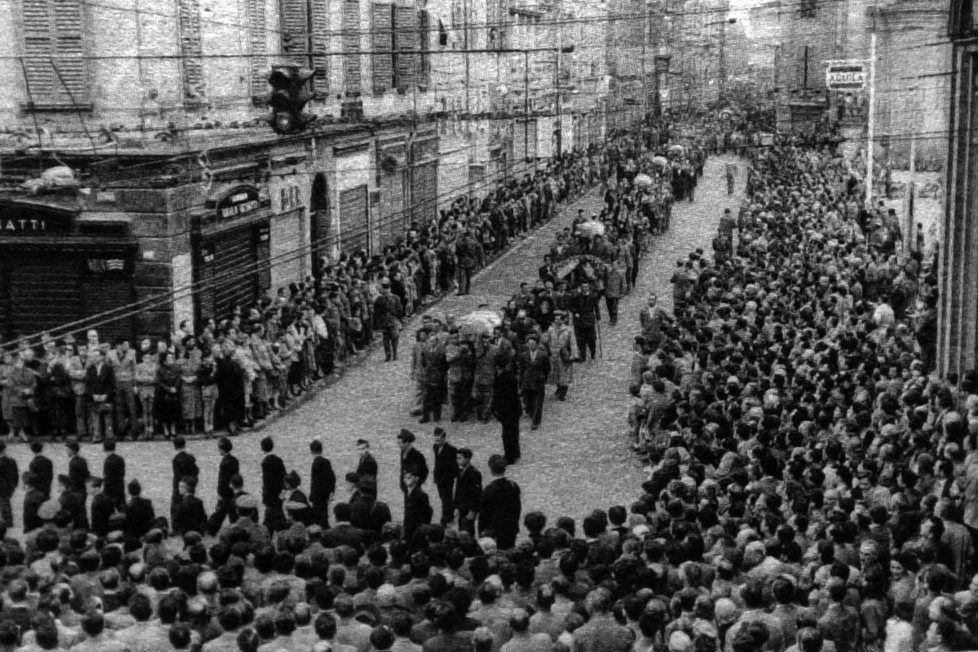
I funerali solenni delle vittime

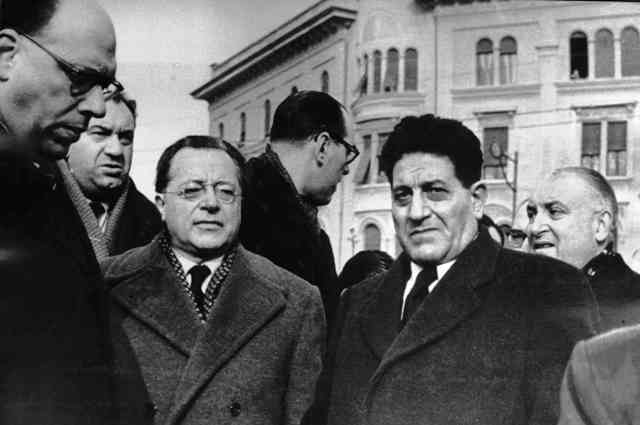
Palmiro Togliatti e Giuseppe Di Vittorio durante i funerali

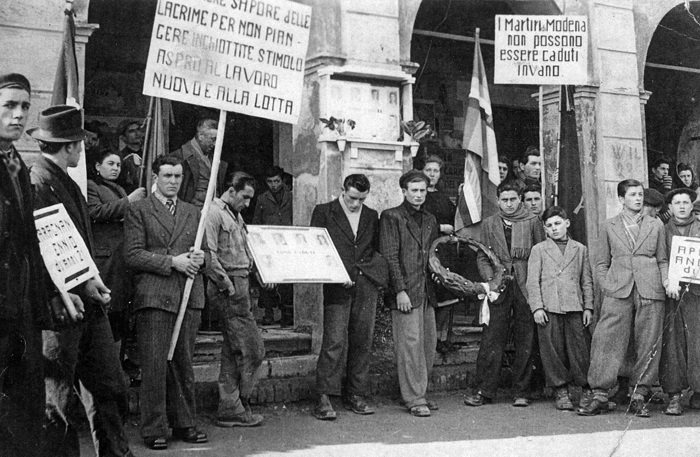
Cartelli di protesta

Il giorno dopo il quotidiano socialista L'Avanti! aprì la prima pagina con il titolo Affoga nel sangue il governo del 18 aprile, denunciando «il più brutale massacro che sia avvenuto dopo la liberazione, massacro paragonabile soltanto agli indiscriminati eccidi compiuti dai nazisti, (che) ha gettato nel lutto la popolazione modenese». Lo stesso giorno il quotidiano comunista L'Unità titola a otto colonne Tutta l'Italia si leva contro il nuovo eccidio!: infatti in moltissime città italiane (tra cui Torino, Firenze, Palermo, Venezia, Livorno, Milano, Bari, Alessandria, Genova e Verona) vennero organizzati proteste e scioperi generali per l'intera giornata; a Roma accorsero circa 100.000 manifestanti in piazza SS. Apostoli per il comizio della Cgil, mentre la Cisl scelse di non associarsi alle manifestazioni.
La deputata modenese Gina Borellini espresse la sua indignazione alla Camera dei Deputati con un gesto plateale: con molta difficoltà (in quanto amputata ad una gamba) si alzò dal suo scranno e scese ai banchi del Governo, dove lanciò le foto degli operai morti in faccia al Presidente del Consiglio Alcide De Gasperi.
L'11 gennaio si svolsero a Modena i solenni funerali delle sei vittime dell'eccidio, alla presenza di oltre 300.000 persone.
Palmiro Togliatti e Nilde Iotti decisero di adottare Marisa Malagoli, sorella minore di una delle vittime.
Il 12 gennaio De Gasperi rassegnò le dimissioni da presidente del Consiglio, ponendo fine al suo quinto governo.
Dieci giorni dopo la riapertura dell'azienda, per il nuovo contratto firmato e non rispettato ancora da Orsi, i lavoratori erano già in sciopero.
Qualche mese dopo 9 operai licenziati per uno sciopero dalla fonderia Valdevit, con il clima di esclusione sociale che emergeva dal dopo-eccidio delle Fonderie Riunite e per non dover soffrire d'indigenza personale oltre che famigliare, fondavano la Coop Fonditori.
Il gruppo Cremonini, nuovo proprietario delle Fonderie Riunite, ridenominava in: "Fonderie Ghisa Malleabile".

## Nella cultura di massa
Le vittime dell'eccidio sono ricordate nel brano La strage delle fonderie cantato dai Modena City Ramblers nell'album Niente di nuovo sul fronte occidentale del 2013.